# Dorothy Joan Harris
 (novembre 2017).
Si vous disposez d'ouvrages ou d'articles de référence ou si vous connaissez des sites web de qualité traitant du thème abordé ici, merci de compléter l'article en donnant les références utiles à sa vérifiabilité et en les liant à la section « Notes et références ».
Dorothy Joan Harris (14 février 1931) est une écrivaine canadienne. Née à Kōbe au Japon, elle arrive en 1938 au Canada, avant le début de la Seconde Guerre mondiale. Après quoi elle étudie la littérature à l'Université de Toronto et part enseigner en France ainsi qu'au Japon.
Elle épouse Alan Harris en 1955 et s'établit définitivement à Toronto, où elle exerce le métier d'éditrice pour la maison Copp Clark. Mère de deux enfants, Doug et Kim, elle s'est lancée dans la littérature jeunesse en écrivant d'abord pour sa propre famille, avant de s'adresser à un plus large public.

## Publications
- The House Mouse, 1973
- The School Mouse, 1979
- Happy Unbirthday Jeffrey, 1981
- Don't Call Me Sugarbaby!, 1983
- Goodnight Jeffrey, 1983
- Four Seasons for Toby, 1987
- Even If It Kills Me, 1987
- Racing Stripes for William, 2000
- Speedy Sam, 1989
- No Dinosaurs in the Park, 1990
- Annabel the Detective, 1991
- Rumpelstilskin, 1991
- Cameron and Me, 1997
- Even If It Kills Me, 2000
- Our Canadian Girl Ellen, 2002
- Melany la historia de una anorexica, 2003
- A Very Unusual Dog, 2004